# Bilm

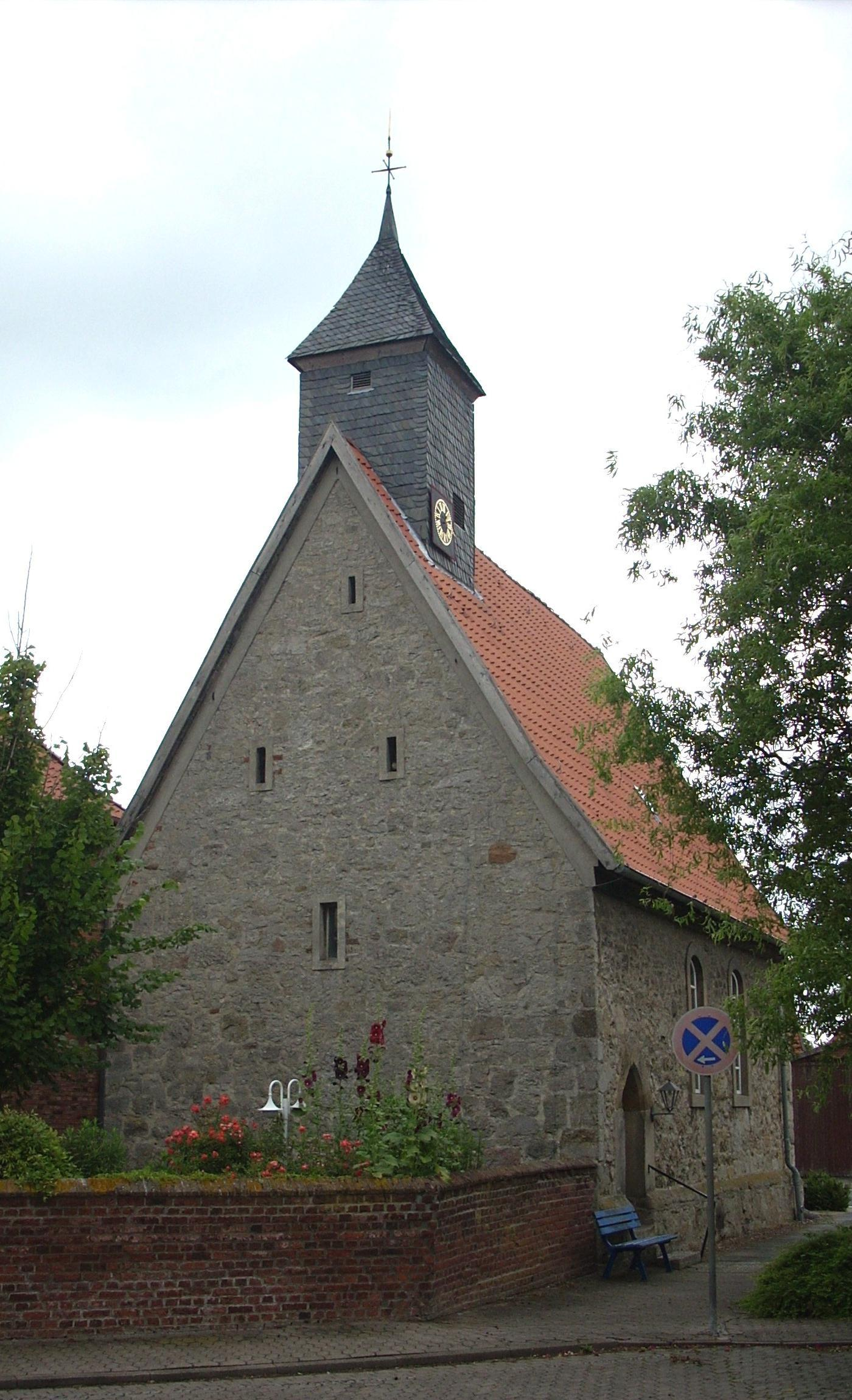
Evangelische Kapelle

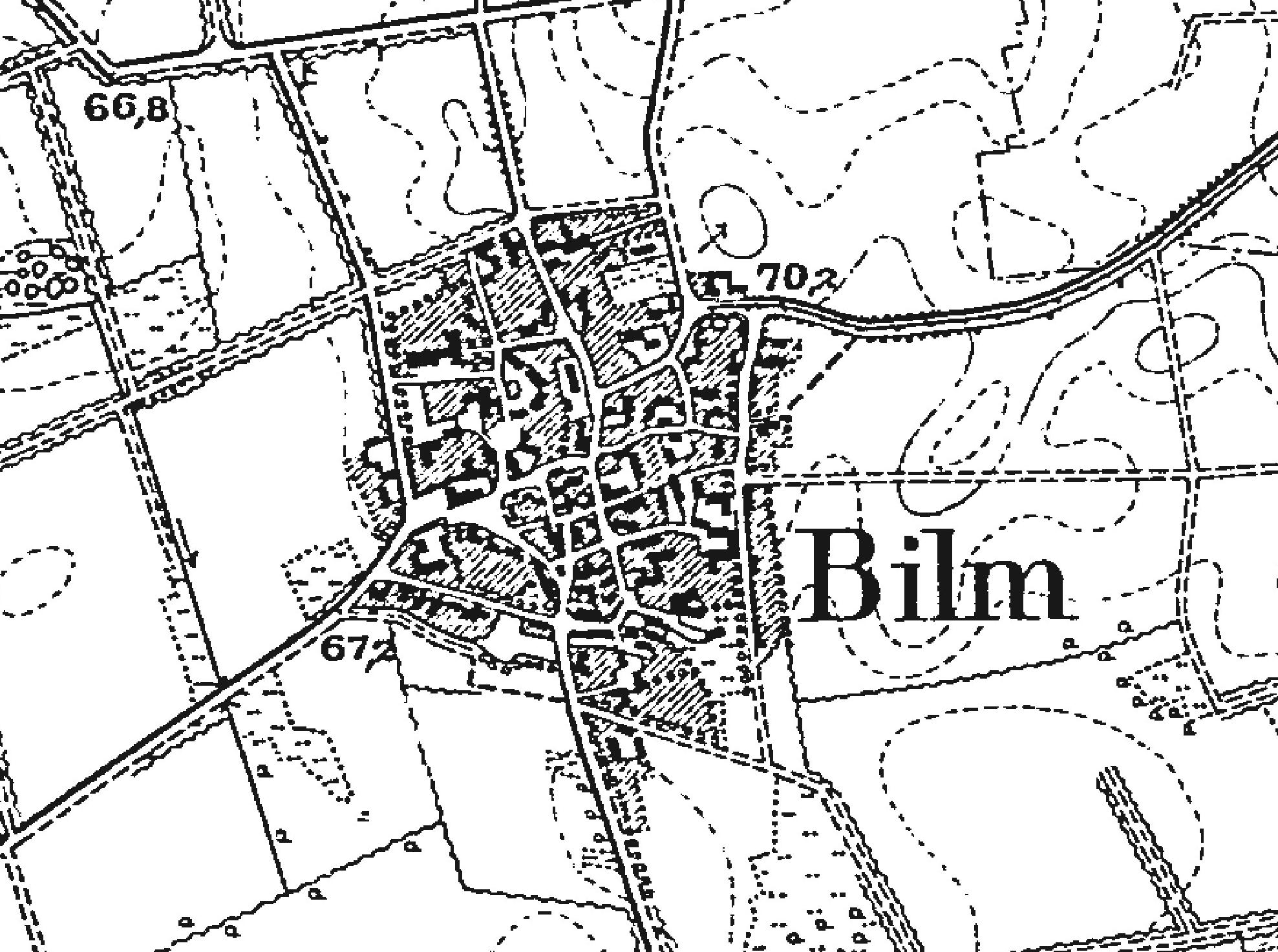
Bilm 1896

Bilm ist ein Ortsteil der Stadt Sehnde, südöstlich von Hannover.

## Geschichte
Bereits in der Frühzeit gab es in der Region menschliche Ansiedlungen. Südlich von Bilm finden sich bronzezeitliche Hügelgräber etwa aus der Zeit von 2200 bis 800 v. Chr. Im Mittelalter gehörte Bilm zum Großen Freien.
In den Jahren 1233–1246 erscheint in Hildesheimer Urkunden ein Bartoldi de Billenhem. Bilm ist demnach zu Anfang des 13. Jahrhunderts Sitz des gleichnamigen Geschlechtes. Träger des Namens sind bis ins 14. Jahrhundert hauptsächlich als Ministeriale in Diensten des Bischofs von Hildesheim und trugen den Namenszusatz „de“ oder „von“ als Hinweis auf den Ort ihres Wohnsitzes. Im 15. Jahrhundert gilt die Familie als ausgestorben. Bürger mit dem Namen Billems, Bilms und Bilhems ohne den Titel „von und zu“ gibt es allerdings in Bilm mindestens bis 1752.
Der Ort Bilm hat bereits 1233 existiert. Es gibt eine Urkunde von 1359, wonach 1½ Hufen „uppe deme velde to Billum“ (auf dem Felde zu Bilm) dem Bischof zu Hildesheim überlassen werden.
Nach der ersten Benennung „Billenhem“ lauten spätere Schreibungen des Ortsnamens: 1252 – Bilnem, 1325 – Billem, 1359 Billum und ab Ende des 17. Jahrh. nur noch Bilm. Es ist anzunehmen, dass die Namensform „Billenhem“ auf den im sächsischen Gebiet vorkommenden Namen Bilo bzw. Billo zurückgeht. Die Silbe „-hem“ bedeutet so viel wie „Heim, Siedlung, Ort“.
Demnach ist der Ort Bilm ursprünglich der Wohnsitz des Billo und 1233 das Jahr der ersten Erwähnung. Er liegt im Gebiet des seit dem 13. Jahrhundert so benannten Großen Freien.

### Mühlen
Fünf Windmühlen gab es im Laufe der Jahrhunderte auf Bilmer Gebiet. Die Lage des Ortes auf einer nördlich gelegenen Anhöhe dürfte dafür günstig gewesen sein. Die bereits 1667 erwähnte Familie Boedecker wirkte bis zum Beginn des 20. Jahrhunderts als Mühlenunternehmer. Die älteste – vermutlich eine Bockwindmühle – soll im Dreißigjährigen Krieg (1618–1648) verbrannt sein. Sie gehörte dem Besitzer des Gutes Ahlten. Eine weitere Bockwindmühle wurde bereits 1676 erwähnt. Sie gehörte dem Müller Ehrhard Boedecker.
Eine andere Bockwindmühle gehörte seit 1661 einem Jasper Engelcke, der sie von einer Müllerwitwe Boedecker in Aligse gekauft hatte. Als um 1750 Müller Boedecker aus Bilm in die Familie Engelcke einheiratete, gehörten ihm nun beide Bilmer Mühlen.

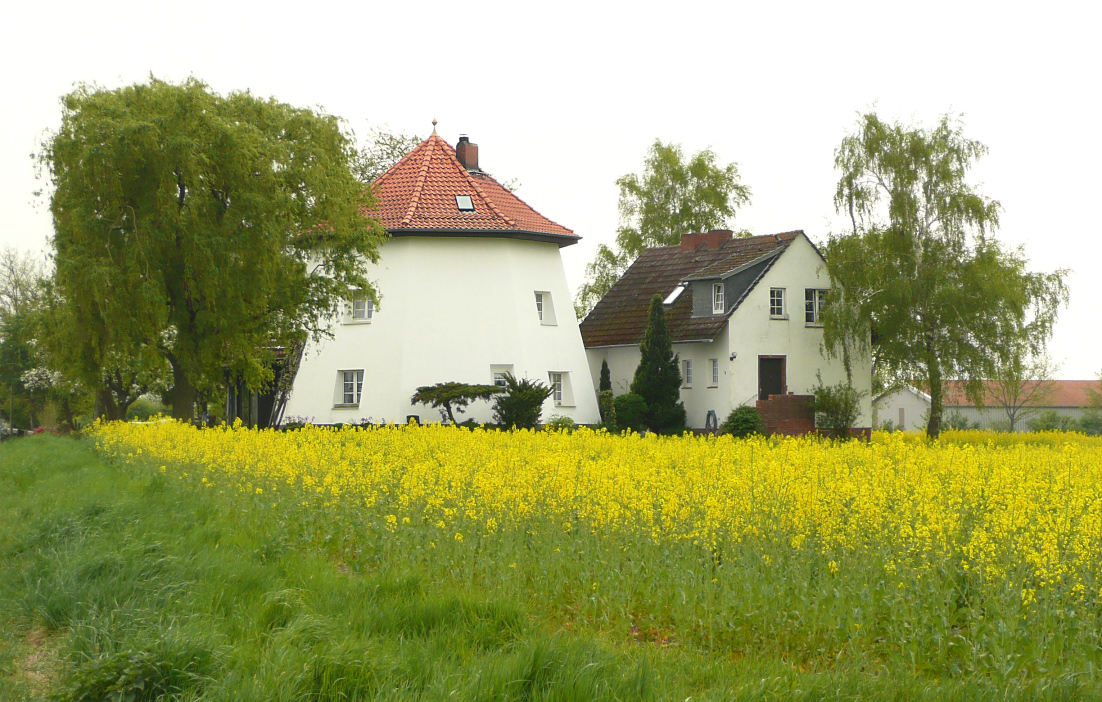
Ehemalige Windmühle auf dem Mühlenberg

1784 ließ der Gutsbesitzer Schlemm aus Ahlten gegen den Widerstand des Amtes Ilten und des Müllers Boedecker eine Bockwindmühle errichten als Ersatz für die im Dreißigjährigen Krieg verbrannte Mühle. Nachdem Boedecker einen deswegen geführten Prozess gewonnen hatte, kaufte er schließlich die Schlemmsche Mühle und brach seine alte Mühle ab.
Auf dem Bilmer Mühlenberg stand bis Mitte des 19. Jahrhunderts eine Bockwindmühle, die abbrannte. Danach ließ der Müllermeister Erhard Bödecker aus Bilm 1885 an ihrer Stelle einen Galerieholländer für 2030 Taler vom Hildesheimer Mühlenbauer Propfe errichten. Mit ihrem Stahlwalzwerk zum Schroten war sie die modernste Mühle im Landkreis Burgdorf. Ein Sturm am 10. Februar 1925 ließ die Mühlenflügel so stark rotieren, dass Funken aus dem Walzwerk die Mühle in Brand setzten. Sie wurde wieder hergerichtet und brannte bei einem gleichartigen Ereignis am 24. November 1928 auf die gleiche Weise ab. Um 1930 wurde die Mühle mit dem verbliebenen Sockelmauerwerk zu Wohnzwecken umgebaut.

### Bevölkerungsentwicklung
In den Registern der Amtsvogtei Ilten ist Bilm 1535/36 mit 33 Hofstellen verzeichnet, 1667 werden 45 angegeben. In der Kurhannoverschen Landesaufnahme von 1781 sind es 51 Feuerstellen. Angegeben ist hier jeweils nicht die Zahl der Bewohner, sondern der Höfe, der Hauswirte, der Feuerstellen. Bei durchschnittlich 6 Personen pro Hofstelle sind für Jahre 1535/36 etwa 200, 1667 etwa 270 und 1781 rund 300 Einwohner zu vermuten.
Einwohnerzahlen:
- 1784 – 347
- 1821 – 390
- 1848 – 404
- 1871 – 496
- 1885 – 459
- 1905 – 471
- 1925 – 472
- 1939 – 478

Nach dem Zweiten Weltkrieg verdoppelte sich die Bevölkerungszahl nahezu durch Heimatvertriebene auf 917 Einwohner im Jahre 1953. Danach war sie rückläufig mit 661 Einwohnern im Jahre 1965. In der folgenden Zeit stieg die Einwohnerzahl allmählich wieder bis auf 811 im Jahre 1974 an und fiel auf 708 im Jahre 1986.
In seiner Entwicklungsgeschichte ist Bilm stets ein landwirtschaftlich geprägter Ort gewesen. Dazu gehörten auch Windmühlen. In der zweiten Hälfte des 20. Jahrhunderts hat sich der Ort aber zunehmend als Wohn- (und Schlaf-) Stätte im Umfeld Hannovers und in der Nachbarschaft zu Höver entwickelt. Die dort ansässige Zement-Industrie beeinflusst das örtliche Leben und Wohnen, hat aber hier keinen starken Entwicklungsschub auslösen können. Die Wohnbauentwicklung ist eher zurückhaltend verlaufen. Dafür ist die Infrastruktur, insbesondere der Straßenausbau, schon vor der Gebietsreform gut entwickelt worden. Unter den örtlichen Vereinen ist auch ein seit 1976 bestehender Eissportclub, der besonders das Eisstockschießen – meist auf einer Sommerbahn – pflegt.

## Religion
Bilm war Sitz einer Evangelisch-lutherischen Kapellengemeinde, die am 1. Februar 2012 aufgehoben wurde. Rechtsnachfolger wurde die Evangelisch-lutherische Kirchengemeinde Ilten.

## Politik
Ortsbürgermeister ist Bernd Ostermeyer (CDU). In der derzeitigen Legislaturperiode sind im siebenköpfigen Ortsrat 5 Mitglieder der CDU und 2 der SPD gewählt. Des Weiteren stellt Bilm derzeit 3 Ratsherren der Stadt Sehnde.

### Wappen
Das heutige Wappen zeigt im oberen Teil einen blaubewehrten goldenen Löwen mit blauer Zunge auf rotem Grund, entsprechend dem Freien-Wappen. Darunter ist auf grünem Grund ein goldener Rechtsschrägbalken mit drei roten Herzen. Der untere Teil wird auf das Wappen der Familie von Bilm zurückgeführt.

## Kultur und Sehenswürdigkeiten
- Die Kapellenkirche stammt aus dem Jahre 1616. Es handelt sich um einen aus Bruchsteinen errichteten Saalbau mit einer Fläche von 12,5 × 7,35 m. Das Dach ist relativ steil, mit einem über dem westlichen Giebel sitzenden Dachreiter. Im Inneren ist eine einfache verputzte Balkendecke. Kirchenrechnungen aus dem Jahr 1569 belegen, dass es einen Vorgängerbau gegeben hat. Darauf deutet auch die 1578 datierte Glocke hin. Die nach der Reformation entstandene evangelisch-lutherische Kapellengemeinde wurde 2012 aufgehoben. Rechtsnachfolger ist die Kirchengemeinde Ilten.
- Die mehrfach abgebrannte und wiedererrichtete Windmühle auf dem Bilmer Mühlenberg wurde zuletzt um 1930 mit dem verbliebenen Sockelmauerwerk zu Wohnzwecken umgebaut.

### Vereine
- Bürgerschützengesellschaft Bilm von 1927 e. V.
- Eissport-Club Bilm e. V.
- Freiwillige Feuerwehr Bilm
- Musikfreunde Bilm von 1958 e. V.
- Junggesellschaft Bilm von 2006

## Wirtschaft und Infrastruktur
Bilm wird an drei Haltestellen von Buslinien des Großraum-Verkehrs Hannover bedient, die die Verbindung mit den übrigen Sehnder Ortsteilen, Mehrum (Hohenhameln) und mit Hannover sicherstellen.